# R476

Wegnummerbodje van de R476

De R476 is een regionale weg in County Clare. Het vormt de verbindingsroute tussen Ennis en Lisdoonvarna.

## Trajectbeschrijving
Volgens de Roads Act 1993 (Classification of Regional Roads) Order 2012 is de route als volgt:
Between its junction with N85 at Fountain Cross and its junction with N67 at Lisdoonvarna via Ballycullinan Bridge, Ballykinnacorra, Corrofin, Killinaboy, Leamaneh Cross, Kilfenora, Ballykeel and Gowlaun Bridge all in the county of Clare.
In populair taalgebruik van Ennis (Fountain Cross) via Corofin, Kilnaboy, Leamaneh Castle en Kilfenora naar Lisdoonvarna. Aansluiting op andere hoofdwegen zijn er bij Ennis Fountain Cross (N85), Corofin (R460, Leamaneh Castle (R480), Kilfenora (R481) en Lisdoonvarna (R478 en N67).
Het weggedeelte tussen Leamaneh Castle en Kilnaboy is aangelegd in opdracht van Donough O'Brien (1642-1717), heer van Leamaneh en Dromoland. Het zou in de volksmond nog steeds de naam "Sir Donat's Road" dragen.